# Lacul Mono
Lacul Mono este un lac cu apă alcalină sărată situat la est de Parcul Național Yosemite, statul California, SUA, între lanțurile montane Sierra Nevada și White Mountains. Pe malul de sud al lacului se află un sat mic „Lee Vining”. Lacul este un biotop pentru numeroase specii de păsări.

## Geologie
Craterul vulcanic Mono se află la sud de lac, aici se pot vedea cupolele de riolit. Insula Negit este o insulă de natură vulcanică de o vechime de ca 2000 de ani cu roci de culoare închisă, pe când insula Pahoa este o insulă mai mare cu roci de culoare deschisă.